# Piscina di Mamilla
La Piscina di Mamilla (conosciuta anche come Birket Mamilla) è una delle tante antiche cisterne che fornivano acqua agli abitanti di Gerusalemme. Si trova fuori dalle mura della Città Vecchia a circa 650 metri a nord-ovest della Porta di Giaffa, al centro del cimitero di Mamilla. Con una capacità di 30.000 metri cubi, è collegata tramite un canale sotterraneo alla Piscina di Ezechia nel quartiere cristiano della Città Vecchia. Si pensava che ricevesse acqua attraverso l' Acquedotto Superiore dalle Piscine di Salomone, ma gli scavi del 2010 hanno scoperto il segmento finale dell'acquedotto ad un'altitudine molto più bassa vicino alla Porta di Giaffa, negando la possibilità che alimentasse la Piscina di Mamilla.

## Etimologia
Secondo Vincent e Abel, il nome della piscina potrebbe derivare da una donna del periodo bizantino, essendo Mamilla un nome femminile latino, possibile abbreviazione di Maximilla. Citano, infatti, un pellegrino del IX secolo che scrisse che la piscina aveva preso il nome da una pia matrona, Mamilla, moglie di Tommaso, sopravvissuta alla conquista della città nel 614. Hanno inoltre ipotizzato che avrebbe potuto sponsorizzare la costruzione della piscina in un anno di siccità, a beneficio del quartiere adiacente alla Basilica del Santo Sepolcro.

## Storia
La data originaria di costruzione della piscina è sconosciuta. Lo studioso biblico Edward Robinson ipotizzò che la piscina potesse essere la piscina superiore menzionata nel Libro di Isaia ( HE 36:2 ), visto che è l'unica piscina situata sul terreno più alto fuori Gerusalemme, e incorpora il deflusso del corso d'acqua più in alto, a Geenna. Altri hanno ipotizzato che potrebbe essere stata la Piscina del Serpente menzionata da Flavio Giuseppe.

### Periodo romano
Una data di costruzione in epoca erodiana è stata contestata da studi più recenti, che fanno risalire la costruzione della piscina al periodo bizantino.
La vecchia teoria si basa sul fatto che durante il regno di Erode il Grande (37-4 a.C.) furono apportati miglioramenti al sistema di approvvigionamento idrico di Gerusalemme.

### Periodo bizantino
La possibilità che la piscina sia stata costruita in epoca bizantina è sostenuta da almeno un secolo.
Dopo la presa di Gerusalemme da parte dei Bizantini nel 614, decine di migliaia di cristiani furono massacrati dagli ebrei presso la piscina. L'archeologo israeliano Ronny Reich stima che il bilancio delle vittime sia di 60.000 persone.

### Dominio crociato
Durante il periodo del dominio crociato su Gerusalemme nel XII secolo, la piscina di Mamilla era conosciuta come il Lago del Patriarca, e la Piscina di Ezechia all'interno delle mura della città era conosciuta come la Piscina del Bagno del Patriarca .

### XX secolo
Dopo la guerra arabo-israeliana del 1948, il comune di Gerusalemme tentò temporaneamente di collegare la piscina alla rete idrica di Gerusalemme e ricoprì la piscina di cemento. Alla fine, la piscina cadde in disuso.

## Dimensioni
Le dimensioni della piscina registrate da Edward Robinson a metà del XIX secolo danno una profondità di 5,5 metri, una lunghezza di 96 metri e una larghezza di 61 metri nella sua estremità occidentale e di 66 metri nella sua estremità orientale. Nel 2008, le dimensioni erano pari a 89 m x 59 m x 5,8 m. Gli studiosi hanno notato che una cisterna sul fondo conduce ad una scala che termina in una piccola stanza. C'è un tubo di drenaggio che un tempo permetteva di regolare il deflusso delle acque in città.

## Ecosistema
Con le prime piogge la piscina ospita un ecosistema di granchi, rane e insetti. In primavera diventa rifugio per gli uccelli migratori.
Nel 1997 nella piscina è stata scoperta una specie di raganella. I ricercatori hanno chiamato la loro scoperta Hyla heinzsteinitzi, in onore di Heinz Steinitz, un biologo marino israeliano deceduto. Dal 2007 si presume che la specie sia estinta.